# (147735) 2005 NE
(147735) 2005 NE — астероїд головного поясу, відкритий 2 липня 2005 року.
Тіссеранів параметр щодо Юпітера — 3,331.